# Neosanfilippia venezuelana
Neosanfilippia venezuelana is een pissebed uit de familie Scleropactidae. De wetenschappelijke naam van de soort is voor het eerst geldig gepubliceerd in 1957 door Brian.